# Nzoia (Fluss)
Der Nzoia ist ein Viktoriasee-Zufluss in Kenia.

## Verlauf
Der Fluss entspringt in den Cherangani-Bergen auf einer mittleren Höhe von 2300 m über dem Meeresspiegel. Er verläuft in südwestliche Richtung. Der Nzoia mündet auf einer Höhe von 1100 m in den Viktoriasee. Er hat ein Einzugsgebiet von 12.709 km² und eine Länge von 334 km.

## Hydrologie
Der Nzoia ist nach dem Kagera-Nil der wasserreichste Zufluss des Viktoriasees. Der durchschnittliche jährliche Abfluss beträgt ca. 1,74 km³.
Die durchschnittliche monatliche Durchströmung des Nzoia wurde am Pegel 1EE01, bei einem großen Teil seines Einzugsgebietes, in m³/s gemessen.